# Michelbach, Altenkirchen
Michelbach là một đô thị thuộc huyện Altenkirchen, trong bang Rheinland-Pfalz, phía tây nước Đức. Đô thị Michelbach, Altenkirchen có diện tích 4,41 km², dân số thời điểm ngày 31 tháng 12 năm 2006 là 583 người.